# Мирадору (Минас-Жерайс)
Мирадору (порт. Miradouro) — муниципалитет в Бразилии, входит в штат Минас-Жерайс. Составная часть мезорегиона Зона-да-Мата. Входит в экономико-статистический микрорегион Муриаэ.

## Население
- Численность: 10 197 человек (2007 год).
- Плотность: 31,3 чел./км².

## География
- Площадь: 301,548 км².

## История
Город основан 17 декабря 1938 года. 

## Экономика
- Валовой внутренний продукт на 2003 год составляет 44 591 104,00 реалов (данные: Бразильский институт географии и статистики).
- Валовой внутренний продукт на душу населения на 2003 год составляет 4651,21 реалов (данные: Бразильский институт географии и статистики).
- Индекс развития человеческого потенциала на 2000 год составляет 0,698 (данные: Программа развития ООН).